# Relchela
Relchela, es un género monotípico de plantas herbáceas perteneciente a la familia de las poáceas. Su única especie: Relchela panicoides Steud., es originaria de Chile y Argentina.

## Descripción
Es una planta perenne, rizomatosas y estolonífera con culmos de 20-60 cm de alto; herbácea; no ramificada arriba. Hojas no agregadas basalmente; las hojas no auriculadas,  lineales; estrechas; de unos 5 mm de ancho, planas; no pseudopetiodas; sin venación;. la lígula es una membrana dentada. Contra-lígula ausente. Es una planta bisexual, con espiguillas bisexuales; con flores hermafroditas. Inflorescencia paniculada ;  más o menos irregular; espatulada; no comprende  inflorescencias parciales y de los órganos foliares.  

## Taxonomía
Relchela panicoides fue descrita por Ernst Gottlieb von Steudel y publicado en Synopsis Plantarum Glumacearum 1: 101. 1854.
Etimología
Relchela: nombre genérico  
panicoides: epíteto latíno compuesto que significa "similar a Panicum, otro género de las poáceas.
Sinonimia
- Agrostis asperula Phil.
- Agrostis corralensis Phil.
- Agrostis limonias Phil.
- Panicum oligostachyum Steud.[2][3][4]